# Nicodème (évêque orthodoxe)
Le métropolite Nicodème de Léningrad (né Boris Gueorguievitch Rotov, en russe : Борис Георгиевич Ротов, à Frolovo le 15 octobre 1929 et mort au Vatican le 5 septembre 1978) est métropolite de Léningrad et de Minsk de 1963 jusqu'à sa mort. De 1960 à 1972, il est président du Département des relations aux Églises extérieures du Patriarcat de Moscou. Appuyé par le KGB, il n'eut de cesse de rapprocher les catholiques d'une option pour la paix prônée par l'URSS.

## Enfance et éducation
Il est né à Frolovo dans le sud-ouest de la Russie. Son père s'occupait de l'occupation des terres dans le gouvernement de Riazan et aurait été chef du comité régional du PCUS.
Le 19 août 1947, il prononce ses vœux monastiques et est ordonné diacre par l'archevêque de Iaroslavl et de Rostov Lazare. Il prend le nom religieux de Nicodème, qu'il adopte comme nom civil. Le 20 novembre 1949, il est ordonné hiéromoine par l'archevêque Dimitri et nommé recteur de l'église de la Nativité du village de Davydov Tolboukhinski de l'oblast de Iaroslavl puis, quelque temps après, prêtre de l'église de l'Intercession-de-la-Vierge à Pereslavl-Zalesski. Le 7 août 1950, il est nommé curé de l'église Saint-Dimitri d'Ouglitch.
La même année, il entre au Séminaire théologique de Léningrad puis poursuit ses études à l'Académie théologique de Léningrad, tout en occupant des fonctions à la cathédrale de Iaroslavl. Il est diplômé de cette Académie en 1955.

## Activités dans l'Église
De 1956 à 1959, il fait partie de la mission russe de Jérusalem.
En 1959, il est nommé au Département des relations aux Églises extérieures du Patriarcat de Moscou (renommé « Commission du Saint-Synode sur l'unité des chrétiens et les relations internationales » en 1972). Le KGB appuie son ascension ; une note du président du KGB Alexandre Chélépine et du ministre chargé des affaires religieuses, Vladimir Kouroïedov, est envoyée au Comité central du Parti communiste de l'Union soviétique, préconisant de décharger le métropolite Nicolas de ses fonctions à la tête du Comité soviétique de la paix au sein du Conseil mondial de la paix en faveur de Nicodème, et de placer ce dernier à la tête du Département des relations aux Églises extérieures.
Du 19 septembre 1960 au 14 mai 1963, il dirige également le Service des publications du Patriarcat de Moscou.
Le 23 novembre 1960, il est nommé évêque de Iaroslavl et Rostov, puis le 9 octobre 1963 métropolite de Léningrad et de Ladoga.
De 4 à 19 juillet 1968, il conduit la délégation du Patriarcat de Moscou à la IVe Assemblée du Conseil œcuménique des Églises à Uppsala, en Suède ; il est élu au Comité central du COE, et, la même année, il est élu président de la commission préparatoire à la Conférence de la paix chrétienne.
Il signe en avril 1970 un accord avec le métropolite de New York pour l'autocéphalie.
En avril 1972, avec d'autres responsables religieux de l'URSS, il signe une lettre condamnant le projet de « diffamation » des écrits d'Alexandre Soljénitsyne.
Le 3 septembre 1974, il est nommé à la tête de l'Archevêché de l'Église orthodoxe russe en Europe occidentale dépendant du Patriarcat de Moscou (à ne pas confondre avec l'Archevêché des Églises orthodoxes russes en Europe occidentale).
Du 23 novembre 10 décembre 1975, il conduit une délégation de l'Église orthodoxe russe à l'Assemblée générale du Conseil œcuménique des Églises à Nairobi et est élu président du COE.

## Rôle à la tête des relations extérieures du Patriarcat de Moscou

### Amérique du Nord
Nicomède a joué un rôle important dans l'octroi de l'autocéphalie à l'Église orthodoxe en Amérique.

### Saint-Siège
Mais c'est pour ses relations avec le Vatican qu'il est resté connu et controversé. De façon caractéristique, il a consacré une monographie au pape Jean XXIII, publiée à titre posthume.
Au moment de la préparation du concile Vatican II, en réponse aux invitations du cardinal Bea (favorable à un rapprochement avec l'URSS), le Patriarcat de Moscou fait paraître un éditorial intitulé « Le Patriarcat répond au cardinal Bea : NON POSSUMUS » ; on expliquera par la suite la virulence de l'article comme l'expression de l'opinion personnelle de son chroniqueur, V. Verdernikov. Entretemps, en effet a eu lieu, en août 1962, une réunion confidentielle à Paris, entre le secrétaire de la Commission pour la promotion de l'unité des chrétiens Mgr Johannes Willebrands et  Nicodème. Il s'en dégage que « le Kremlin pourrait accepter la présence d'observateurs de l'Église orthodoxe russe au concile Vatican II, si le Vatican peut faire en sorte que ce concile ne soit pas un forum anti-soviétique ». Jean Madiran parlera, lui, de négociations de l'« Accord de Metz » pour qualifier cet accord secret entre soviétiques et des fonctionnaires du Vatican qui a autorisé la participation des orthodoxes de l'Est au concile Vatican II en échange d'une non-condamnation du communisme athée lors des assemblées conciliaires. La même année, Mgr Willebrands se rend à Moscou.
Malgré l'échec de l'établissement des liens diplomatiques entre l'URSS et le Saint-Siège, les efforts de rapprochement se poursuivent au niveau de l'Église et même de certaines congrégations. Ainsi à partir de 1964, il fait la connaissance de Magdeleine Hutin, fondatrice des Petites Sœurs de Jésus. En réponse à l'initiative du rapport du métropolite Nicodème Dialogue avec les catholiques romains modernes sur la pensée sociale chrétienne, rendu à Genève en juillet 1966 lors d'une conférence sur Église et Société, a lieu en décembre 1967 à l'Académie théologique de Léningrad, la première entrevue entre les théologiens de l'Église romaine et l'Église orthodoxe, avec la participation de l'évêque Juvénal et Johannes Willebrands. Ces réunions se poursuivirent par la suite.

### Position sur le catholicisme
Le métropolite Nicodème sera critiqué dans les milieux orthodoxes conservateurs pour son attirance voire son admiration pour l'Église catholique qu'il avait influencée dans sa non-condamnation du communisme après Vatican II.
L'analyse des documents montre cependant que quelle qu'ait été son attitude personnelle envers l'Église romaine, les politiques menées par Nicodème ont toujours été conformes à la politique étrangère de la direction soviétique, qui n'avait pas de relations diplomatiques avec le Saint-Siège. Celui-ci était qualifié, en août 1962, de « centre d'influence anti-soviétique ». Cela est particulièrement visible au début de sa carrière. La première déclaration de Nicodème sur l'Église catholique ne diffère pas radicalement du ton des discours d'autres hiérarques du Patriarcat dans l'après-guerre, soulignant « la nature non seulement anti-chrétienne, mais encore immorale de la papauté ». 
Ainsi, dans son rapport « Monde, successeur du Christ » à la première Conférence mondiale des chrétiens pour la paix, le 14 juin 1961, Nicodème déclare-t-il encore:
« Il y a deux tendances discernables dans le développement du système de la papauté et la tendance à l'approbation de la domination du pape sur l'Église et dans le monde et la tendance à la proclamation de l'infaillibilité pontificale en matière de foi. La théorie papale est l'expression la plus vive et concentrée de l'esprit du légalisme extérieur et de la sécularisation, qui a pénétré dans une large mesure dans l'enseignement et la vie de l'Église catholique. […] La quête de la domination de la Terre a jeté et jette l'Église romaine au cœur de la lutte politique internationale. Ce désir forcé a forcé et force aujourd'hui la Rome papale à être une force politique agressive et à agir au détriment du christianisme, à saper les racines de la foi chrétienne et du message de la grande mission actuelle de l'Église. […] Hypnotisée par la perspective de l'omnipotence papale, la Curie romaine, par ses intérêts terrestres et ses relations, est bien porteuse d'un mode de vie ancien, inextricablement lié aux desseins impérialistes et jusque-là resté sourd, et souvent hostile, aux exigences morales et sociales des masses, qui se battent pour les idéaux de liberté, l'égalité et de fraternité. »
— Nicomède (Rotov), Mir - posledovanie Khristy (Мир — последование Христу), cité dans (ru) Journaly Moskovskoï Patriarkhi (Журналу Московской Патриархии, "Journal du Patriarcat de Moscou"), 1961, № 8, p62-63

## Mort
Il meurt d'une attaque cardiaque en 1978, lors d'une entrevue avec le nouveau pape Jean-Paul Ier au Vatican. Karl Zéro qualifie sa mort de suspecte car survenue en buvant son café lors d'une audience avec le pape qui pourrait être un test ou un avertissement destiné à celui-ci, selon les théories du complot sur la mort de Jean-Paul Ier.